# Charles Van Den Born

Charles Van Den Born (1907)

Charles-Louis Van Den Born (* 11. Juli 1874 in Lüttich; † 24. Januar 1958 in Saint-Germain-en-Laye) war ein belgischer Bahnradsportler und Flugpionier.
Charles Van Den Born stammte aus einer bürgerlichen, musisch begabten Lütticher Familie, seine Mutter war Französin. Er war Profi-Radrennfahrer von 1895 bis 1910. In dieser Zeit wurde er siebenmal belgischer Meister im Sprint, bei den UCI-Bahn-Weltmeisterschaften 1908 in Leipzig wurde er Dritter in dieser Disziplin. Seine ersten sportlichen Erfolge hatte er in der Saison 1897, als er die Großen Preise von Lüttich und Lille gewann.
Den Grand Prix Amsterdam sowie den Grand Prix d’Anvers gewann er 1901.
1909 lernte Van Den Born den Flugpionier Henri Farman kennen, der ihn mit seiner Begeisterung für den Flugsport ansteckte. Am 31. März 1910 bekam er als sechster Belgier seine Fluglizenz. Farman vertraute ihm daraufhin die Leitung seiner Flugschule an. Im selben Jahr ging Van Den Born gemeinsam mit seiner Frau nach Vietnam, um in Saigon eine Flugwoche zu organisieren, für die er drei Doppeldecker Farman II mitgenommen hatte. Rund 100.000 Zuschauer sahen am 15. Dezember 1910 seinen Flug über die Pferderennbahn von Phú Thọ, was im Dezember 2010 in Vietnam gefeiert und gewürdigt wurde. Im Januar 1911 absolvierte er eine Flugdemonstration vor dem König von Siam, Vajiravudh. Bei Ausbruch des Ersten Weltkriegs kehrte er nach Europa zurück, um der belgischen Luftwaffe beizutreten.
Nach dem Krieg ging Charles Van Den Born wiederum nach Indochina, um dort den Aufbau des Flugwesens zu unterstützen, wie etwa den Bau eines Flughafens in Saigon, und kaufte sich dort eine Pflanzung. 1936 erhielt er die französische Staatsbürgerschaft.
Während des Zweiten Weltkriegs wurde er von der japanischen Armee interniert und gefoltert. Anschließend kehrte er, finanziell und gesundheitlich ruiniert, nach Frankreich zurück. 1958 starb er in einem Seniorenheim der Ehrenlegion an den Folgen einer Operation.